# Anoplomerus globulicollis
Anoplomerus globulicollis là một loài bọ cánh cứng trong họ Cerambycidae.